# Glebionis
Genre
Classification phylogénétique
Taxons de rang inférieur
- Voir le texte

Glebionis est un genre de plante à fleurs de la famille des Asteraceae.
Ce genre a été créé par Cassini en 1826.
Ce sont des plantes herbacées.
Le terme « Glebionis » en latin scientifique vient de gleba glèbe, sol, -ionis caractéristique, allusion peu claire, peut-être d'une association avec les cultures (plante adventice).

## Espèces

### Europe
Le genre contient deux espèces en France :
- Glebionis segetum, la marguerite dorée ou chrysanthème des moissons (synonyme : Chrysanthemum segetum). C'est une plante au capitule large (2,5-4 cm) d'un jaune soutenu, au feuillage vert bleuté, assez courante dans les champs et les terrains vagues. C'est une espèce protégée dans le Limousin.
- Glebionis coronaria, le chrysanthème à couronnes, ou chrysanthème des jardins, espèce méditerranéenne à grand capitule soit entièrement jaune, soit à ligules blanches tachées de jaune à la base.